# Dictionnaire biographique
Les dictionnaires biographiques sont un type de dictionnaire encyclopédique limité aux  informations biographiques ; on en trouve écrit dans différentes langues. La plupart essaient de rassembler les  plus grandes personnalités d’un pays (avec des limitations, telles que les seules personnes en vie, dans le Marquis Who’s Who (en), ou les seules personnes décédées, dans le Dictionary of National Biography). D'autres sont spécialisés, rassemblant les noms importants dans un domaine donné, tel que l’architecture, la musique, etc.

## Liste de  dictionnaires biographiques par pays

### International
- A Biographical Dictionary of Railway Engineers ;
- Al-Fihrist al-Nadim ;
- Biographical Dictionary of the Extreme Right Since 1890 ;
- Who's Who in the World ;
- World Biographical Information System Online ;
- Dictionnaire universel des contemporains de Gustave Vapereau.

### Allemagne
- Killy : Deutsche Biographische Enzyklopädie. 56 000 Biographien aus allen Zeiten; ohne Personen, die ca. 1995 noch leben ;
- Wer war wer in der DDR?.

#### Régions d'Allemagne
- Bavière
  - Karl Bosl (Hg.) : Bosls bayerische Biographie; 2 Bde. Pustet, Regensburg, 1983, 1988[1].
- Berlin
  - Bodo Rollka (Hg.) : Berliner biographisches Lexikon; Haude & Spener, Berlin, 1993, 2. Aufl., 2003.
- Brandebourg
  - Friedrich Beck, Eckart Henning (Hg.) : Brandenburgisches Biographisches Lexikon; Verlag für Berlin-Brandenburg, Potsdam, 2003.
- Brême
  - Historische Gesellschaft Bremen (Hg.) : Bremische Biographie des 19. Jahrhunderts; Winter, Bremen 1912, Reprint: Schünemann Verlag, Bremen, 1976 ;
  - Historische Gesellschaft Bremen (Hg.) : Bremische Biographie 1912–1962; Hauschild, Bremen, 1969 ;
  - Hartmut Bickelmann (Hg.) : Bremerhavener Persönlichkeiten aus vier Jahrhunderten; Stadtarchiv Bremerhaven, 2. Aufl. Bremerhaven, 2003.
- Hambourg
  - Franklin Kopitzsch und Dirk Brietzke (Hg.) : Hamburgische Biografie; 3 Bd., Göttingen, 2001 ff.
- Mecklembourg-Poméranie-Occidentale
  - Sabine Pettke (Hg.) : Biographisches Lexikon für Mecklenburg; Schmidt-Römhild, Rostock, 1995 ff.
- Basse-Saxe
  - Wilhelm Rothert : Allgemeine Hannoversche Biographie; 2 Bde; Sponholtz, Hannover, 1912, 1916 ;
  - Dirk Böttcher u.a. (Hg.) : Hannoversches Biographisches Lexikon. Schlütersche, Hannover, 2002 ;
  - Horst-Rüdiger Jarck (Hg.) : Braunschweigisches Biographisches Lexikon 8. bis 18. Jahrhundert; Appelhans, Braunschweig, 2006 ;
  - Horst-Rüdiger Jarck (Hg.) : Braunschweigisches Biographisches Lexikon – 19. und 20. Jahrhundert; Hahn, Hannover, 1996 ;
  - Brage bei der Wieden, Jan Lokers (Hg.) : Lebensläufe zwischen Elbe und Weser. Ein biographisches Lexikon. Bd. 1; Landschaftsverband der ehemaligen Herzogtümer Bremen und Verden, Stade, 2002 ;
  - Hans Friedl u.a. (Hg.) : Biographisches Handbuch zur Geschichte des Landes Oldenburg; Isensee, Oldenburg, 1992 ;
  - Landschaftsverband Osnabrück (Hg.): Biographisches Handbuch zur Geschichte der Region Osnabrück; Rasch, Bramsche, 1990 ;
  - Martin Tielke (Hg.) : Biographisches Lexikon für Ostfriesland; Ostfriesische Landschaft, Aurich, 1993 ff.
- Sarre
  - Saarländische Lebensbilder; Saarbrücker Druckerei und Verlag, Saarbrücken 1982 ff.
- Saxe
  - Sächsische Biografie[2]
- Schleswig-Holstein
  - Biographisches Lexikon für Schleswig-Holstein und Lübeck (SHBL)[3]. Wachholtz, Neumünster 1970 ff.  (ISBN 3-529-02645-X).
- Westphalie
  - Internet-Portal Westfälische Geschichte[4].

### Australie
- Australian Dictionary of Biography ;
- Dictionary of Australian Biography ;
- Dictionary of Western Australians ;
- Dictionary of Australian Artists Online.

### Autriche
- Constantin von Wurzbach: Biographisches Lexikon des Kaiserthums Oesterreich, enthaltend die Lebensskizzen der denkwürdigen Personen, welche 1750 bis 1850 im Kaiserstaate und in seinen Kronländern gelebt haben. 60 Bde., 1856–1891. 
  - Fortschreibung: Neue Österreichische Biographie, seit Band 10 Große Österreicher: Band 21, 1982.
  - Folgewerk nach 1945: „Österreichisches Biographisches Lexikon 1815–1950“, bearbeitet durch die Österreichische Akademie der Wissenschaften. 12 Bände erschienen, Lemmata Aarau, Friedrich bis Spannagel, Rudolf, 11 Bde online, kostenpflichtig (März 2007).
- Ernst u. Maria Bamberger, Franz Maier-Bruck (Hrsg.): Österreich-Lexikon, Österreichischer Bundesverlag, Wien 1966-68, 2 Bde 
  - Neubearbeitung: Ernst Bruckmüller (Hrsg.), Verlagsgemeinschaft, Wien 1994, 3 Bde, auf dessen Grundlage das online frei verfügbare Kulturinformationssystem  Österreich-Lexikon "aeiou"[5].

### Belgique
- Biographie nationale (depuis 1986 : Nouvelle biographie nationale) ;
- Nationaal Biografisch Woordenboek.

### Canada
- Dictionnaire biographique du Canada ;
- Canadian Who's Who, publié par l'University of Toronto Press.

### Croatie
- Hrvatski biografski leksikon.

### Danemark
- Dansk biografisk leksikon.

### Espagne
- Diccionario biográfico español.

### France
- Biographie universelle de Feller (1781) ;
- Nouvelle Biographie générale (1853 à 1866), 46 volumes ;
- Biographie universelle ancienne et moderne de Michaud, 52 volumes ;
- Dictionnaire de biographie française (1932) ;
- Dictionnaire national des contemporains ;
- Nouveau dictionnaire national des contemporains ;
- Who's Who in France.

#### Régions de France

##### Alsace
- Dictionnaire de biographie des hommes célèbres de l'Alsace (1909-1910) ;
- Nouveau dictionnaire de biographie alsacienne (1982).

##### Languedoc-Roussillon
- Dictionnaire de biographies roussillonnaises, Capeille (abbé J.), (1914) ;
- Pierre Clerc (dir.) et Guy et Marcel Barral (préf. Pierre Burlats-Brun, participation de P. Adoue de Nabias, F. Belloli, J. Bermond et al.), Dictionnaire de biographie héraultaise des origines à nos jours : anciens diocèses de Maguelone-Montpellier, Béziers, Agde, Lodève et Saint-Pons, vol. 2, t. Tome 1, A-G. et Tome 2, H-Z, Montpellier, Édit. Pierre Clerc et Nouvelles Presses du Languedoc (réimpr. 2006) (1re éd. 2001), 1974 p., 28 cm (ISBN 2904091092 et 2354140029, OCLC 470796973, BNF 40961295, SUDOC 116382643, présentation en ligne).
- Jacques Blin (1945-2018) (préf. Hélène Chaubin), Dictionnaire Biographique du mouvement ouvrier Cettois puis Sétois : de 1789 à 1950, Sète, Auto-édition, 2009, 191 p., 21 cm (présentation en ligne, lire en ligne [PDF])

##### Normandie
- Nouvelle Biographie normande de Noémi Noire-Oursel, 1886-1912 ;
- Le Grand Livre des Rouennais (préf. Guy Pessiot), éd. du P'tit Normand, 1983, 253 p.

### Européens de langue allemande
- Allgemeine Deutsche Biographie (1875) ;
- Neue Deutsche Biographie (1953) ;
- Biographisch-Bibliographisches Kirchenlexikon (1990) ;
- Deutsche Biographische Enzyklopädie (1995).

### Grande-Bretagne
- A Biographical Dictionary of British coleopterists[6] ;
- A Biographical Dictionary of Civil Engineers ;
- British Biographical Index ;
- Chambers Biographical Dictionary ;
- Concise Dictionary of National Biography ;
- Dictionary of National Biography ;
- Dictionary of Welsh Biography ;
- Oxford Dictionary of National Biography ;
- Who's Who, published by A & C Black ;
- Who's Who in Catholic Life, publié par Gabriel Communications.

### Île Maurice
- Dictionnaire de biographie mauricienne / Dictionary of Mauritian biography.

### Italie
- Dizionario Biografico degli Italiani (1925) ;
- Enciclopedia Biografica Universale.

### Lituanie
- Visuotinė lietuvių enciklopedija.

### Nouvelle-Zélande
- Dictionary of New Zealand Biography.

### Pologne
- Polski Słownik Biograficzny.

### États-Unis
- African American National Biography Project ;
- American National Biography ;
- Appleton's Cyclopedia of American Biography ;
- Biographical Directory of the United States Congress ;
- Encyclopedia of American Biography ;
- Who's Who in America, publié par « Marquis Who's Who » ;
- Who’s Who in Nebraska (1940).

### Russie
- Dictionnaire biographique russe (Русский биографический словарь).

### Suède
- Svenskt biografiskt lexikon ;
- Svenskt biografiskt handlexikon.

## Dictionnaires en relation avec les religions

### Christianisme
- Metzler Lexikon christlicher Denker : 700 Autorinnen und Autoren von den Anfängen des Christentums bis zur Gegenwart, hrsg. von Markus Vinzent, Stuttgart [u.a.] 2000 ;
- Biographisch-Bibliographisches Kirchenlexikon.

### Islam
- Biographical encyclopaedia of Sufis, hrg. von N. Hanif. - New Delhi : Sarup, 2000 ;
- The biographical encyclopaedia of Islamic philosophy, hrg. von Oliver Leaman, London [u.a.] : Thoemmes Continuum, 2006.

### Judaïsme
- Salomon Wininger : Große Jüdische National-Biographie, 1925-1936 ;
- Metzler Lexikon der deutsch-jüdischen Literatur : Jüdische Autorinnen und Autoren deutscher Sprache von der Aufklärung bis zur Gegenwart, hrg. von Andreas B. Kilcher, Stuttgart 2000 ;
- Kilcher, Andreas B. / Fraisse, Otfried (Hgg.): Metzler Lexikon jüdischer Philosophen, Stuttgart / Weimar 2003 ;
- Julius Carlebach / Michael Brocke (Hrsg.) : Die Rabbiner der Emanzipationszeit in den deutschen, böhmischen und grosspolnischen Ländern 1781–1871. Bearbeitet von Carsten Wilke. Bd. 1 : Aach–Juspa / Bd. 2 : Kaempf–Zuckermann. K.G. Saur, München 2006,  (ISBN 3-598-24870-9) (Biographisches Handbuch der Rabbiner 1) ;
- Julius Carlebach / Michael Brocke (Hrsg.) : Die Rabbiner im Deutschen Reich 1871–1945. Bearbeitet von Katrin Nele Jansen, Jörg H. Fehrs, Valentina Wiedner. K.G. Saur, München 2006,  (ISBN 978-3-598-24874-0) (Biographisches Handbuch der Rabbiner 2)[7].
- Dictionnaire biographique des Juifs de Belgique.

## Dictionnaires en relation avec des thèmes particuliers
- Dictionnaire biographique du mouvement ouvrier français ;
- Dictionnaire biographique du mouvement ouvrier international ;
- Dictionnaire biographique, mouvement ouvrier, mouvement social ;
- Histoire générale des plus fameux pyrates ;
- Dictionary of Literary Biography.